# بیست و پنجمین دوره جوایز بفتا
 بیستمین و پنجمین دوره جوایز بفتا (به انگلیسی: 25st British Academy Film Awards) در سال ۱۹۷۲ به افتخار فیلم ۱۹۷۱ در لندن برگزار شد . 

## جوایز و نامزدها
| ۱۹۷۱ 25th | بهترین بازیگر نقش اول مرد |              |                     |                       |
| ۱۹۷۱ 25th | بهترین بازیگر نقش اول مرد | پیتر فینچ    | یکشنبه یکشنبه خونین | Dr. Daniel Hirsh      |
| ۱۹۷۱ 25th | بهترین بازیگر نقش اول مرد | دیرک بگارد   | مرگ در ونیز         | Gustav von Aschenbach |
| ۱۹۷۱ 25th | بهترین بازیگر نقش اول مرد | آلبرت فینی   | Gumshoe             | Eddie Ginley          |
| ۱۹۷۱ 25th | بهترین بازیگر نقش اول مرد | داستین هافمن | بزرگ‌مرد کوچک        | Jack Crabb            |

- بهترین بازیگر نقش اول زن  گلندا جکسون
- بهترین بازیگر نقش مکمل مرد  ادوارد فاکس
- بهترین بازیگر نقش مکمل زن  مارگارت لیتون
- بهترین کارگردان 'جان شلزینجر' برای فیلم  یکشنبه خونین یکشنبه
- بهترین فیلم  یکشنبه خونین یکشنبه
- جایزه بفتای بهترین فیلمنامه The Go-Between